# Luis Pereyra
Luis Pereyra (provincia de Santiago del Estero, 9 de julio de 1965) es un bailarín y coreógrafo contemporáneo de tango argentino y folclor.

## Biografía
Luis Pereyra procede de una familia humilde. A los 5 años baila por primera vez en grupos folclóricos. A los 11 años se integra al Ballet Argentino bajo la dirección de Mario Machaco y Norma Ré y debuta profesionalmente en el legendario Caño 14 donde tocaba, en la misma noche, la orquesta del músico Aníbal Troilo. Luego pasó a integrar el Ballet Salta de Marina y Hugo Jiménez. Luis Pereyra estudió Coreografía en el Teatro Colón, Buenos Aires con el Maestro Alfredo Caruso. Realizó también los estudios en la Escuela Nacional de Danzas. Fue discípulo de maestros reconocidos como Santiago Ayala “El Chúcaro”
Hugo Jiménez,
Otto Werberg,
Mario Machaco,
Héctor Zaraspe,
Irene Acosta,
Ana Marini,
Vasil Tupin y
Mercedes Serrano.
Sus estudios abarcan danza moderna, ballet clásico, danza jazz, baile folklórico, zapateo y estudios de música y de idiomas.
Luis Pereyra participó en todas las grandes compañías de Tango. En el año 1987 entra en la compañía del legendaría espectáculo Tango argentino, creado por Claudio Segovia y Héctor Orrezoli. Permanece en aquella compañía hasta el año 2000, año en el que recibe la nominación del Tony Award. Participó también en los espectáculos Forever Tango y Tango Pasión. Su arte lo llevó por el mundo: Estados Unidos, Canadá, Gran Bretaña, Alemania, Japón, Austria, Suiza, Países Bajos, España, Suecia y Francia.
En el año 2001 participa como bailarín solista y protagónico en la Opera Orestes – último Tango bajo la dirección del coreógrafo Oscar Araiz. Esa ópera fue producida para el World Music Theatre Festival de Holanda.
Su carrera lo llevó a bailar en escenarios importantes, como por el Gershwin Theatre - Broadway, Théâtre du Châtelet - París, Aldwych Theatre - West End (London) - donde el 23 of may 1991 Lady Diana asistió el espectáculo, Kölner Philharmonie - Colonia, Alte Oper - Fráncfort del Meno y el Deutsche Theater München. 1994 actuó para la Paramount Pictures y fue presentado por Al Pacino. En 1995 bailó en el Castro Theatre en San Francisco donde compartió el escenario con Robin Williams y Peter Coyote.
Lady Diana asistió el espectáculo Tango Argentino en junio de 1991. Luis Pereyra fue invitado al Palacio de Buckingham para instruir a Lady Diana y al hoy Carlos III del Reino Unido, entonces Príncipe Carlos, el Tango Argentino. El periodista Colin Wills publicó entonces un artículo en el Sunday Mirror con un collage de fotos de ambas parejas.
Su trabajo como coreógrafo es marcado por su origen. Sus obras siempre están caracterizadas por su origen argentino y santiagueño, hombre de campo, respetando lo popular, puro en la selección de los elementos. Logra unir todas las danzas argentinas, respetando su esencia y su origen: tango, chacarera, milonga, milonga sureña, zamba, gato y malambo, el zapateo de los gauchos, para nombrar algunas de ellas, y así recrear en escena una imagen del país, su pueblo y sus costumbres.
Para Luis Pereyra la música es la fuerza principal de todo espectáculo musical. Cuidadosamente selecciona el repertorio, eligiendo instrumentos auténticos en arreglos expresivos. En sus creaciones hace participar instrumentos y elementos autóctonos como Cajas, Bombo leguero y boleadoras con un sentido sonoro de percusión y sonido.
La compañía que creó en el 1996 se llama El Sonido de mi Tierra - The Great Dance of Argentina. En el año 2016 renombra su compañía: El Sonido de mi Tierra - VIDA! ARGENTINO
Tom Noga escribió el 19 de agosto de 2004 en el diario alemán Frankfurter Rundschau: «“El Sonido de mi Tierra” es una expresión de amor hacia Argentina, su pueblo y sus paisajes».

## Inicios de Carrera, Estudios
1975 debuta en Caño 14, en el Ballet Argentino de Mario Machaco y Norma Re. Mario Machaco fue el primer bailarín de Santiago Ayala El Chúcaro.
1978 ingresa al Ballet Salta de Marina y Hugo Jiménez. Hugo Jiménez fue bailarín y coreógrafo en el Ballet de Santiago Ayala El Chúcaro.
Santiago Ayala lo formó con sus palabras a definirse como coreógrafo a corta edad.
Estudió en la Escuela Nacional de Danzas de la calle Esmeralda Música, Clásico, Moderno, Pintura y Arte Dramático.
Estudió un curso de coreografías en el Teatro Colón con el maestro Hugo Caruso.
Estudió Danzas clásicas con Wasil Tupín, Mercedes Serrano, Ana Marini, Otto Weber entre otros.
Estudió Danzas folklóricas con Irene Acosta en el Instituto que dirigió y donde dictó sus clase don Juan de los Santos Amores.
Asistió a clases de la Juilliard School (en Nueva York), acompañado por el maestro Héctor Zaraspe.
Coreografió en Tango Argentino de Héctor Orrezolli y Claudio Segovia, el cuadro grupal Nocturna a y los solos Verano Porteño, El Entrerriano, Tanguera entre otros
Coreografió en Forever Tango los cuadros de apertura y final de dicho espectáculo, que también fue nominado al Tony. Triunfó en los años 90 con Libertango y Comme il Fault, siendo el primer bailarín.
Es el autor del arreglo musical actual de Libertango, cuya versión con variación y final se sigue bailando hasta la actualidad.
Coreografío en Tango Pasión los temas Taquito Militar, A Orlando Goñi, Libertango entre otros.
Su Opera Prima fue Tango La Danza de Fuego  en el Teatro Avenida, contando aquí la historia de Orilla del Maldonado, escrito por Luis Pereyra mismo, basado en El hombre de la esquina rosada, de Jorge Luis Borges.
Estudia actualmente guitarra, solfeo y crea sus propios espectáculos de Folklore y Tango desde el año 1998 hasta la actualidad. Sigue sus estudios de inglés e inicio estudios de alemán.
Sus recientes creaciones son entre otras: Aquí folklore, Teatro Astral, Tango puro argentino y más, Café de los Angelitos – El Tango, y todas las producciones de su propia compañía El sonido de mi tierra.
Desde el año 2001 trabaja juntos a Nicole Nau, su esposa y compañera de baile bajo el nombre artístico Nicole Nau & Luis Pereyra.

## Actuaciones como bailarín y coreógrafo, selección
- 1986: A todo tango, con Mariano Mores - Brasil, Ecuador, Costa Rica, México
- 1987-2000: Tango argentino Musical de Claudio Segovia y Héctor Orezzoli - EE. UU., Canadá, Gran Bretaña, Alemania, Japón, Austria, Suiza, Países Bajos y Francia
- 1988: Tango 88, con Leopoldo Federico - Japón
- 1990: Forever Tango[24] - EE. UU. y Canadá
- 1991: Tango con Orquesta Juan D'Arienzo - Japón
- 1991: Tango 91, con El Sexteto Tango - Japón[25]
- 1994: Forever Tango - EE. UU.[26][27]
- 1994: Festival Cosquin 34 edición - Argentina
- 1995: Tango Pasión, con José Libertella y el Sexteto Mayor - Alemania, España, Grecia, Países Bajos, Gran Bretaña
- 1998: Tango La Danza De Fuego – Buenos Aires, Argentina[28]
- 1999-2000: Tango Pasión - Grecia, Alemania
- 2001: El Baile con Peteco Carabajal - Buenos Aires, Argentina[29]
- 2001-2006: Tango en el Viejo Almacén[30] - Buenos Aires, Argentina
- 2001: Latin Dance Carnival - Japón[31]
- 2002: Orestes - último Tango, Opera, World Music Theatre Festival – Países Bajos, Bélgica
- 2002: Gira por Guatemala, Honduras, El Salvador. Tango juntos a Hugo Marcel
- 2003-2005: El Sonido de Mi Tierra – Personalísimo[32][33] - Europa, Argentina
- 2006: Bailando en Soledad – Tango![34] - Europa, Argentina
- 2007: Secretos de la Danza...Tango![35] - Europa, Argentina
- 2007-2010: Café de los Angelitos – El Tango, Argentina
- 2009: Argentinísima - Julio Marbiz - Los 40 años[36] - Buenos Aires, Argentina.
- 2009: El Color de mi Baile[37][38] - Europa, Argentinien
- 2010-2011: El Viejo Almacén Dirección Artística[39] -Argentina
- 2011: Tango Puro Argentino gira por Europa
- 2011: Aquí!!! Folklore Teatro Astral, Buenos Aires Argentina. Coreografía y Dirección Artística. Artistas: Cuti & Roberto Carabajal, El Chaqueño Palavecino, Suna Rocha, Zamba Quipildor, Nicole Nau, Leopoldo Federico, Mario Alvaréz Quiroga, Julia Elena Dávalos. Una creación de Julio Marbiz[40]
- 2011: Misa Criolla al pie del Monumento a la Bandera, Rosario Argentina. Coreografía, baile y percussión. Artistas: los tenores Zamba Quipildor y Luis Lima.[41]
- 2011: Misa Criolla en la Plaza Mayor de Monte Grande Argentina. Coreografía, baile y percussión. Transmisión en Vivo para el canal de televisión argentino C5N. Artistas: Zamba Quipildor y la actriz Soledad Villamil.[42]
- 2011: 7 Festival Internacional de Tango en Justo Daract, San Luis Argentina. Coreografía baile y Dirección Artística para el Viejo Almacén. Transmisión en Vivo para el canal de televisión argentino 26. Artistas: Hugo Marcel y Nelly Vázquez.[43]
- 2012: Tango Puro Argentino a bordo del crucero MS Deutschland, Traumschiff. artista invitado: Carlos Galván (1940-2014)
- 2012: Festival de la Chacarera, Santiago del Estero[44]
- 2012: Crónica TV - Argentinisima La Peña de Martin Marbiz Dirección Artística y Producción ejecutiva del programa desde 18.3.2012
- 2012: Carabajalazo en el City Center Rosario
- 2012: Tango Puro Argentino y más! dirección artística, coreografía, artista. Debut en el Centro Cultural Borges, Buenos Aires 17 de junio de 2012.[45] Luego gira por Europa, como por ejemplo Berlin Tipizelt, Theaterhaus Stuttgart, Konzerttheater Coesfeld
- 2012: SWR 3 Alemania, invitados en el programa Menschen der Woche, Frank Elstner
- 2012: Actuación en Laferrere en el recital del Chaqueño Palavecino, emitido en vivi por C5N TV
- 2012: Tango Puro Argentino y más! TANGO & MÁS en Rio Tubio, festejos a la ciudad
- 2013: Festival Cosquin interpretando Taqui Ongoy Córdoba[46]
- 2013: Festival Cosquin Interpretación Vidala para mi Sombra con Oscar El Chaqueño Palavecino Córdoba[47]
- 2013: El Sonido de mi Tierra dirección artística, coreografía y actuación. Debut en el Teatro Sala Siranush, Buenos Aires, 9. de febrero de 2013[48]
- 2013: Viejo Almacén in Buenos Aires, invitados de honor en el espectáculo corriente, a partir de febrero de 2013
- 2013: Viejo Almacén, dirección artística. A partir de junio de 2013
- 2013: Das Traumschiff, espectáculo en Skandinavia (Noruega, Finlandia, Suecia. Teatro de MS Deutschland)
- 2013: DAS! Abendmagazin, NDR TV Live Show 27.9.2013[49]
- 2013: Tour 2013 El Sonido de mi Tierra - The great dance of Argentina. Premiere 29.9.2013 (Philarmónica de Múnich, Tipi Berlin, Fliegende Bauten Hamburgo, Capitol Mannheim, Apollo Düsseldorf, Tanzbrunnen Colonia, Theaterhaus Stuttgart)
- 2013 y 2014: El Viejo Almacén Dirección Artística
- 2014: Festival Cosquin Edición 54. Presentación con la propia compañía El Sonido de mi Tierra.
- 2014: Actuación en la presentación del libro Tanze Tango mit dem Leben de Nicole Nau en la embajada Alemana de Buenos Aires. Invitaron el señor embajador conde Bernhard de Waldersee y su esposa la condesa Katerina de Waldersee.
- 2014 y 2015: Gira por Europa con la propia producción VIDA, en más de 70 ciudades y lugares como Musical Dome Colonia, Colloseum Essen, Philharmonie Múnich, Theaterhaus Stuttgart, World Forum La Haya, Kampnagel Hamburgo
- 2016: Presentación en el marco de "Bayerischer Filmpreis"
- 2016: El Sonido de mi Tierra se presenta en el Teatro 25 de Mayo como espectáculo central en el acto oficial de la Víspera del 9 de Julio dentro del Bicentenario.
- 2017: Gira por Europa con "VIDA! ARGENTINO". Derniere en el Folies Bergère, París.
- 2018: Gira por Europa con "Baila Tango con la Vida"
- 2018: Gira por Europa con "VIDA!" Holanda, Bélgica, Alemania.
- 2019: Gira por Europa con "VIDA!". Zürich, Berlín, Potsdam, Wien, Düsseldorf Tonhalle, etc.
- 2019: Gira por Europa con "Se dice de mi"
- 2022: Gira por Argentina, Alemania, Austria, Suisa con "VIDA"[50][51]

## Premios, Condecoraciones, Publicaciones como autor
- 2000: Nominación para el Tony Award en Tony Award, Best revival of Musical por la obra Tango - Argentino www.ibdb.com
- 2012: La obra Tango Puro Argentino y más! dirigida y coreografeada por Luis Pereyra es declarado DE INTERÉS CULTURAL por la Secretaría de Cultura de la Presidencia de la Nación, Ref. Expete. S.C.Nro 6020/12
- 2014: Nicole Nau & Luis Pereyra Company es nominada como miembro del International Dance Council CID | UNESCO por CID Presidente Dr. Alkis Raftis
- 2016: La obra VIDA II fue declarada de "alto interés artístico y cultural" por el Ministerio de exteriores y culto. Nota Dicul: 273/216
- 2016: La obra dirigida y coreografeada por el VIDA! ARGENTINO de su compañía El Sonido de mi Tierra es declarada "DE ALTO INTERÉS ARTISTICO Y CULTURAL", Dirección General del Ministerio de Relaciones Exteriores y Culto el 31 de mayo de 2016, NOTA DICUL 273/2016
- 2025: Der Klang meiner Erde, Nicole Nau & Luis Pereyra, PalmArtPress Verlag, Berlin. Libro 300 páginas ISBN 978-3-96-258-211-1

## CD y DVD
- 2004: Curso de Tango & Folklore Argentino. ICARO Producciones. Nicole Nau & Luis Pereyra
- 2004: El Sonido de mi Tierra. ICARO Producciones. Nicole Nau & Luis Pereyra
- 2007: Bailando en Soledad Tango, DVD del espectáculo. Nicole Nau & Luis Pereyra
- 2008: Secretos de la Danza, la música del espectáculo, CD. Nicole Nau & Luis Pereyra
- 2010: Cafe de los Angelitos - El Tango", DVD. Nicole Nau & Luis Pereyra
- 2011: Tango Puro Argentino y Más", TANGO 6 MÁS, DVD. Nicole Nau & Luis Pereyra
- 2011: Tango Puro Argentino & Más, DVD, Nicole Nau & Luis Pereyra. Apollo Varieté Theater Düsseldorf. Guido Gayk
- 2012: Tango Puro Argentino & Más, TANGO & MÁS, DVD, Nicole Nau & Luis Pereyra y otros artistas. CCBorges. ICARO
- 2012: El Sonido de mi Tierra, DVD, Nicole Nau & Luis Pereyra. Lünen Stadttheater. CAMEO
- 2012: Nuestro Tango, Video de enseñanza, DVD, Nicole Nau & Luis Pereyra. Guido Gayk